# IC 1878/1
IC 1878/1 је спирална галаксија у сазвијежђу Часовник која се налази на листи објеката дубоког неба у Индекс каталогу.
Деклинација објекта је - 52° 6' 28" а ректасцензија 3h 3m 40,2s. Привидна величина (магнитуда) објекта IC 1878 износи 15,1 а фотографска магнитуда 15,9. IC 18781 је још познат и под ознакама ESO 199-13, FAIR 734, AM 0302-521, PGC 11528.